# Taft (Ulster)
Die Taft ist ein 11,7 km langer, orographisch linker Nebenfluss der Ulster in der Soisberger Kuppenrhön im Norden der hessischen Rhön, der am Osthang des Lichtbergs im Hessischen Kegelspiel auf der Gemarkung Eiterfelds (Landkreis Fulda) entspringt und dort fast komplett verläuft, bis er auf der Gemarkung Buttlars im thüringischen Wartburgkreis mündet.

## Name
Als Oikonym erscheint der Name erstmals schriftlich im Jahr 815 als Taftaha. Im Althochdeutschen bezeichnet das Suffix -aha ein Fließgewässer und taft bedeutet „freundlich“.

## Verlauf
Die nach Osten fließende Taft entspringt unmittelbar südlich von Leibolz in einer Höhe von etwa 358 Metern und durchfließt die Orte Großentaft und Treischfeld, bis sie schließlich Eiterfeld und auch das Land Hessen verlässt, um Wenigentaft zu durchfließen und, nach kurzem zur Ulster parallelem Fließen nach Nordosten in nur 25 bis 120 Metern Abstand, auf etwa 251 Metern Höhe in ebendiese zu münden. Von der Quelle bis hierhin entspricht dieses einem mittleren Sohlgefälle von nur etwa 9 ‰.

## Nebenflüsse
Das 62,3 km² einnehmende und 571 l/s (MQ) fördernde Flusssystem der Taft legt sich von Osten fächerförmig um die Fulda-Werra-Wasserscheide am Hessischen Kegelspiel, wobei bis unmittelbar vor die Mündung die nördlicheren Arme auf Eiterfelder Gemarkung verlaufen, während das den Süden einnehmende Unter-System des Grüsselbachs durch Rasdorfer Gebiet fließt.
Nachfolgend findet sich eine im Gegenuhrzeigersinn von Norden nach Süden geordnete Aufstellung, die auch Zuflüsse höherer Ordnung berücksichtigt. Für eine Ordnung in Fließrichtung der Taft ist die Tabelle nach den Fließgewässerkennziffern (DGKZ) zu ordnen.
| Name              | Vorfluter (Zuflussseite) | Länge (km) | EZG (km²) | EZG/ Vorfluter (km²) | Mündungs- höhe (m ü. NHN) | Ortschaften am Flusslauf/ Mündungsort | DGKZ     |
| ----------------- | ------------------------ | ---------- | --------- | -------------------- | ------------------------- | ------------------------------------- | -------- |
| Sauer             | Taft (l)                 | 4,8        | 14,2      | 21,7                 | 273                       | Oberufhausen, Unterufhausen, Soisdorf | 4148-4   |
| Taft              | Ulster (l)               | 11,7       | 62,3      | 316,4                | 251                       | Großentaft, Treischfeld, Wenigentaft  | 414-8    |
| NN                | Taft (r)                 | 2,0        |           |                      | 325                       |                                       | 4148-12  |
| Heidigsfeldgraben | Taft (r)                 | 2,2        | 6,7       | 8,0                  | 311                       | Großentaft                            | 4148-2   |
| Auegraben         | Heidigsfeldgraben (r)    | 1,9        |           |                      | 318                       |                                       | 41482-2  |
| Zellgraben        | Auegraben (r)            | 1,6        |           |                      | 328                       |                                       | 414822-2 |
| Röderbach         | Grüsselbach (l)          | 2,2        |           |                      | 318                       | oberhalb Rasdorfs                     | 41486-14 |
| Grüsselbach       | Taft (r)                 | 10,0       | 22,8      | 38,9                 | 263                       | Rasdorf, Grüsselbach                  | 4148-6   |
| Heilsbach         | Grüsselbach (r)          | 2,3        | 2,0       | 7,2                  | 315                       | Rasdorf                               | 41486-?  |